# IrfanView
IrfanView là một phần mềm xem ảnh tự do dùng cho các máy tính có hệ điều hành Microsoft Windows. Phần mềm được thiết kế theo ý đồ tạo ra một trình xem ảnh nhẹ, chạy nhanh, dễ sử dụng, và xem được nhiều định dạng tập tin đồ họa khác nhau. IrfanView còn cho phép biên tập đơn giản, chuyển đổi định dạng tập tin và chơi các tập tin audio/video. Với việc cài đặt thêm các plug-in, tính năng của IrfanView có thể được tăng cường.

## Tính năng
Các tính năng cơ bản liên quan tới hình ảnh có sẵn trong IrfanView là:
- Chuyển đổi giữa các định dạng tập tin đồ họa
- Slideshow
- Xem thư mục của máy tính dưới dạng thumbnail
- Cắt và lấy tùy chọn
- Chèn văn bản
- Xoay ảnh
- Điều chỉnh cỡ ảnh
- Tạo một số hiệu ứng cho ảnh
- Chụp màn hình

## Ngôn ngữ đối ứng
IfranView hiện đã có 29 phiên bản ngôn ngữ khác nhau.

## Lịch sử
Tác giả của IrfanView là Irfan Skiljan.
Các phiên bản:
- Version 1.00: không rõ ngày phát hành
- Version 1.70: phát hành ngày 1 tháng 6 năm 1996
- Version 2.00: phát hành ngày 2 tháng 9 năm 1996
- Version 3.00: phát hành ngày 6 tháng 4 năm 1999
- Version 4.00: phát hành ngày 23 tháng 4 năm 2007
- Version 4.10: phát hành ngày 15 tháng 10 năm 2007
- Version 4.20: phát hành ngày 16 tháng 7 năm 2008
- Version 4.50: phát hành ngày 10 tháng 10 năm 2017
- Version 4.58: phát hành ngày 26 tháng 05 năm 2021